# Rezerwat przyrody Botiansky luh
Rezerwat przyrody Botiansky luh (słow. Národná prírodná rezervácia Botiansky luh, dawniej: Latorický luh I) – rezerwat przyrody na Słowacji, w kraju koszyckim, w pobliżu wsi Ptrukša (powiat Michalovce) i Boťany (powiat Trebišov). Granica rezerwatu częściowo opiera się o brzeg rzeki Latorica. 
Rezerwat o powierzchni 40,63 hektara leży na terenie obszaru chronionego krajobrazu Latorica (słow. Chránená krajinná oblasť Latorica) i został ogłoszony w 1967. Przedmiotem ochrony są drzewostany na aluwialnej równinie rzeki Latorica. Składają się one głównie z okazów dębu szypułkowego (Quercus robur) z domieszką jesionu wyniosłego (Fraxinus excesior). Celem ochrony jest umożliwienie naukowcom porównania zachodzących zmian wynikających z regulacji gospodarką wodną na terenie Niziny Wschodniosłowackiej. 
W pobliżu znajduje się inny rezerwat przyrody – Latorický Luh. 